# Sphenorhina fissurata
Sphenorhina fissurata är en insektsart som beskrevs av Victor Lallemand 1938. Sphenorhina fissurata ingår i släktet Sphenorhina och familjen spottstritar. Inga underarter finns listade i Catalogue of Life.